# Hohner
和来（Hohner）製造樂器的德國公司。以製造口琴及手風琴聞名。主要製造口琴、手風琴和直笛。每年製造約一百萬個口琴。

## 歷史
Matthias Hohner本來是一個鐘錶匠，在1857年瞄準了口琴市場，與他的妻子和一個僱員手工製造口琴。第一年只製造了個650個口琴。和来口琴迅速走紅，並且建立了世界上最大的口琴廠。
1920年，和来開始製造可以吹奏所有調的半音階口琴。
1950年代，和来開始製造電吉他。

## 外部連結
- 官方网站